# Harihari-nabe

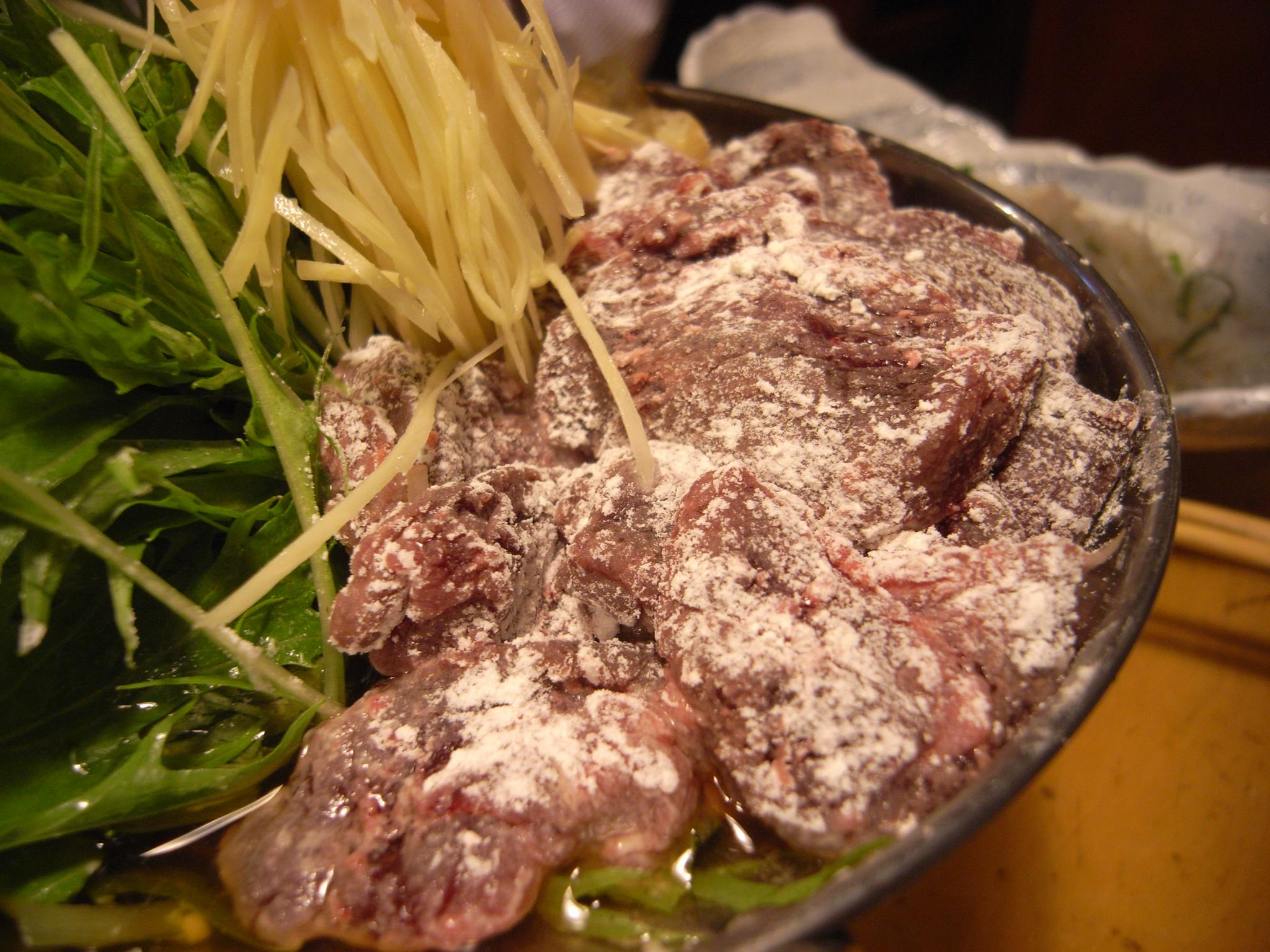
Harihari-nabe.

El harihari-nabe (はりはり鍋?) es un tipo de nabemono hecho con carne de ballena enana y mizuna. Se encuentra principalmente en la región de Kansai, especialmente en la zona metropolitana de Osaka. El nombre harihari es onomatopéyico y alude al sonido de masticar mizuna.
El plato se hace con mayor frecuencia con carne grasa, llamada irigara (炒り殻?).
Cuando la caza de ballenas era popular en Japón, la carne de ballena era abundante y barata, y el plato se comía masivamente. Al terminar la caza comercial de ballenas, su carne empezó a escasear, por lo que se sustituyó con frecuencia por cerdo o pato.

## Variantes
Existen variantes del harihari-nabe según la región y la disponibilidad de ingredientes. Si se usa aburaage en lugar de carne de ballena, se llama kitsune nabe (キツネ鍋?). Algunos restaurantes usan carne de caballo. Otras variantes incluyen la adición de setas o tofu.